# Жељко Копања
Жељко Копања (Котор Варош, 21. октобар 1954 — Бањалука, 8. август 2016) био је српски новинар и економиста из Босне и Херцеговине и директор бањалучке медијске компаније „Дневне независне новине”.

## Биографија
Жељко Копања рођен је 1954. у Котор Варошу, завршио Економски факултет у Бањој Луци, а новинарску каријеру започео је у Гласу Српске. За вријеме рата у Босни и Херцеговини радио је и као новинар београдског недјељника "Телеграф", гдје је објављивао текстове о криминалним радњама тадашње власти РС. Након рата у Бањој Луци оснива дневни лист "Независне новине" који критички пише о владавини Српске демократске странке (СДС) у Републици Српској али и о режиму бившег југословенског предсједника Слободана Милошевића. Током 1999. године "Независне новине" пишу и о ратним злочинима које су српске паравојне снаге починиле у рату у БиХ, након чега су на Копањину адресу почела да стижу пријетећа писма. Неколико мјесеци касније пријетње су реализоване када је под Копањин аутомобил подметнута експлозивна направа. Љекари су се борили за његов живот, био је клинички мртав, а на крају је преживио али су му ампутиране обје ноге. Починиоци атентата до данас нису откривени.
Добитник је између осталог, награда: Комисије за заштиту новинара из Њујорка, Удружења писаца из Норвешке, Српске ријечи из Београда, Удружења новинара из Италије...

## Награде
У новембру 2000. године, Копања је добио награду Комисије за заштиту новинара из Њујорка. Комисија препознаје новинаре који показују храброст у одбрани слободе медија упркос суочавању са пријетњама, физичким нападима или кривичним прогоном од стране власти. У истој години "Human Rights Watch" додијелио му је један од својих "Hellman/Hammett" грантова, они препознају писце широм свијета који су жртве политичких прогона и који су у стању финансијске потребе.